# はこだてフィルムコミッション
はこだてフィルムコミッション（Hakodate Film Commission）は、北海道函館市における映画、テレビドラマ、映像作品のロケを誘致・協力するフィルム・コミッション団体。ジャパン・フィルムコミッション(JFC)認定団体である。

## 概要
北海道函館市から構成されるフィルム・コミッション団体。函館において撮影される映画、テレビドラマをはじめとする各種映像作品を誘致・協力する目的として2003年に設立された。撮影の誘致や撮影支援活動のほか、函館市民へのエキストラ登録、撮影協力施設登録、サポート企業登録の募集を行っている。

## 支援内容
撮影協力・支援内容

### ロケ地情報の提供
企画書やシナリオに応じ、撮影イメージに合ったロケ地に関する情報の提供。

### シナハン、ロケハンの同行
シナハン、ロケハンの際のスタッフ同行と案内。

### 許認可申請の協力
- 公共施設の使用に関する連絡調整や許認可申請、使用料の減免等の手続きのサポート。
- 道路使用の際の、許可申請協力。
- 民間施設の使用に関する連絡調整や協力依頼。

### 宿泊施設や関連業者の紹介
- ロケに必要な宿泊施設や、飲食店、レンタカー、関連事業者の紹介。

### エキストラの手配
- エキストラの募集、手配などへの協力。

※その他函館で撮影する場合の各種相談への対応。

## 映像資源の登録
函館市民エキストラ・施設・企業への映像資源の登録を募集している。

## 事務局
- 北海道函館市東雲町4-13 函館市観光コンベンション部内 はこだてフィルムコミッション事務局

## 構成団体
- 函館市
- 函館商工会議所
- (社)函館国際観光コンベンション協会
- (社)函館青年会議所
- (財)函館市文化・スポーツ振興財団

## 協力したロケ

### 映画 (一部抜粋)
データベースに準拠
- 書くことの重さ～作家佐藤泰志
- スノーフレーク
- 海炭市叙景
- ACACIA
- 引き出しの中のラブレター
- わたし出すわ
- つむじ風食堂の夜
- ジャイブ 海風に吹かれて-Hokkaido
- 犬と私の10の約束
- Little DJ〜小さな恋の物語
- アリア
- 日本沈没
- 世界はときどき美しい
- 東京大学物語
- 勇気の3000キロ
- 海猫

### テレビドラマ (一部抜粋)
データベースに準拠
- 神様の赤ん坊
  - 僕が父親になるまで『神様の赤ん坊』アナザーストーリー
- 尋ね人
- 分身
- 坂の上の雲 第3部 (第11回)「二〇三髙地」
- セカンドバージン
- シスター
- ワルシャワの秋
- ヤンキー母校に帰る

### その他
データベースに準拠
- SKE4810thシングル「キスだって左利き」ミュージック・ビデオ
- ラブライブ！サンシャイン!! TVアニメ2期  第8話